# Holcomb-Gletscher
Der Holcomb-Gletscher ist ein Gletscher an der Ruppert-Küste des westantarktischen Marie-Byrd-Lands. Er fließt in nördlicher Richtung und mündet 14 km südlich von Groves Island in den Südlichen Ozean.
Der United States Geological Survey kartierte ihn anhand eigener Vermessungen und Luftaufnahmen der United States Navy aus den Jahren von 1959 bis 1965. Das Advisory Committee on Antarctic Names benannte ihn 1972 nach Leroy G. Holcomb, Ionosphärenphysiker auf der Byrd-Station im Jahr 1971.